# تحليل التكرار

مبيان يوضح تواتر حروف اللغة العربية حسب نص "ألف ليلة وليلة" من ويكي مصدر.

في استخراج المعمى، تحليل التكرار أو تواتر الحروف أو مراتب الحروف يستند تحليل التكرار - أي تواتر الحروف - على أن توزيع حروف اللغة ليس توزيعا منتظما (بالإنجليزية: Uniform)، بل له توزيع مميز يتفاوت بين اللغات. أي أن تواتر الحروف وترتيبها يكاد يكون نفسه في اللغة حين تأخذ عينة من نص تختبره. على سبيل المثال : في أيِّ عينة من نص عربي نجد أن الحروف: «ا»، «ل»، «ي»، «م» هي الأكثر تكراراً؛ أما الحروف: «ظ»، «غ»، «ط» هي الأقل، ويمكن تعميم هذا التحليل على النص المعمى ، وفي العربيّة تجد الألف واللام (الـ) أول الكلمة كثيرا، وفي رسالته المؤلف للملك الأشرف في حل التراجم جعلَ ابن عدلان من قواعد حل الترجمة - أي استخراج المعمى - أن ترى النص المعمى وترى أكثر حرفين جاءا أول الكلام فتجعلهما الألف واللام وقال : 
وهو أكبر الأعوان على حل المُعمّى ، وإخراج ذلك أن تعرف الفَصل، ثم تنظر أوائل الكلم ، فإذا رأيت شكلين فيما غلب على ظنك أنه أول كلمة {...} حكمت أنها الألف واللام
طور العرب هذا العلم واستخدموه لتحليل شفرات كانت شائعة الاستخدام حينئذ وكسرها. وقد أدى بزوغ هذا النوع من التحليل إلى ظهور شفرات جد متطورة على ما كانت عليه في ذلك الوقت، ولذلك يعتبر العديد من المؤرخون العرب كمؤسسي علم التشفير.

## تاريخ
اقترن تأسيس علم استخراج المعمى (بالإنجليزية: cryptanalysis) بتطور علوم الرياضيات وخصوصا علمي الحساب والجبر والمقابلة لدى العرب. فكما جاء على لسان المؤرخ الأمريكي ديفيد كهن في كتابه المرجعي the codebreakers : "لقد نشأ علم التعمية بين ظهراني العرب، لقد كان العرب أول من طوروا ودونوا علم استخراج المعمى ". ولعل أبرز ما أبدع فيه العرب من طرق استخراج المعمى هو حساب التواتر أو تحليل التكرار. فقد وصف الكِندي المتوفى سنة 260 هجرية في مؤلفه "رسالة في استخراج المعمى" عملية إحصاء تواتر الحروف بالاعتماد على عينة كافية من الكلام المنثور في تلك اللغة تسمح بالقيام بالعمليات الإحصائية عليه. يقول الكِندي واصفا هذه العملية الفريدة:
فمما نحتال به لاستنباط الكتاب المعمى، [...]، أن يوجد من ذلك اللسان كتاب قدر ما يقع في جلد أو ما أشبهه، فنعد ما فيه من كل نوع من أنواع حروفه، فنكتب على أكثرها عددا الأول، والذي يليه في الكثرة الثاني، [...]، ثم ننظر في الكتاب الذي نريد استخراجه، [...]، فننظر إلى أكثرها عددا فنسمه بسمة الحرف الأول، والذي يليه في الكثرة نسمه بسمة الحرف الثاني، [...]، حتى تنفد أنواع صور حروف الكتاب المعماة.
ويعد هذا النص أقدم ما دون في استخدام حيلة حساب التواتر لاستخراج المعمى. وفيم يلي نعرض جدول تحليل التكرار وفقا لما يعزى إلى الكندي، وهو مرتب حسب مراتب الكثرة. وقد استخدم لهذا الغرض نضا مؤلفا من 3667 حرف.
| الحرف  | ا   | ل   | م   | ه   | و   | ي   | ن   | ر   | ع   | ف   | ت   | ب   | ك   | د  | س  | ق  | ح  | ج  | ذ  | ص  | ش  | ض  | خ  | ث  | ز  | ط  | غ  | ظ | المجموع |
| ------ | --- | --- | --- | --- | --- | --- | --- | --- | --- | --- | --- | --- | --- | -- | -- | -- | -- | -- | -- | -- | -- | -- | -- | -- | -- | -- | -- | - | ------- |
| تواتره | 600 | 437 | 320 | 273 | 262 | 252 | 221 | 155 | 131 | 122 | 120 | 112 | 112 | 92 | 91 | 63 | 57 | 46 | 35 | 32 | 23 | 20 | 20 | 17 | 16 | 15 | 15 | 8 | 3667    |

وقد أورد علي بن عدلان المتوفى سنة 666 هجرية إحصاء لتواتر الحروف على غرار ما فعله الكِندي، وقد تميز بتعيينه لطول أدنى للنص المشفر حتى تنجح عملية الاستخراج بهذه الطريقة الإحصائية. يقول ابن عدلان في رسالته "المؤلف للملك الأشرف في حل التراجم":
الكلام المطلوب حله ينبغي أن يكون تسعين حرفا، [...]، لأن الحروف تكون قد دارت حينئد ثلاث دورات.
أبدع العرب بعدها في كسر شفرات عديدة تحت طلبات من سلاطنة وملوك دول أخرى. وبالإضافة لعلم استخراج المعمى، أبدع العرب أيضا في تطوير شفرات عُرفت بتميزها عن باقي الشفرات المعاصرة لها يومئذ. يستخدم حاليا مؤشر التطابق (بالإنجليزية: index of coincidence) الذي طوره وليام فريدمان عام 1922م، والذي يعتمد على تحليل تواتر حروف اللغة بشكل أساسي لأجل كشف و كسر بعض الشفرات التقليدية.

## تواتر الحروف في المعمى بطريقة التبديل البسيط
في التبديل البسيط، يُستبدل كل حرف من النص الواضح بحرف آخر في النص المشفر. لاحظ العرب، أن هذه المقابلة التي تَسِم كل حرف بوسم آخر سري (قد يكون من جنس الحروف كما أنه قد يكون رمز جديد)، تحفظ التوزيع الإحصائي. أي أنه في هذا النوع من التعمية، تُغير سمة الحرف المجرد (سواء بحرف آخر أو برمز مصطنع) ولا يؤثر بأي حال على توزيع الحروف والكلمات.وبذلك فإنك في النص الواضح تبدل حرفا مكان حرف كي تُعمّي الكلام في النص المشفر ،وما هذا إلا تغييرٌ لهيئة الحرف فيبقى الترتيب نفسه ، فمثلا إن أبدلت الألف بالفاء في النص المعمى رأيت أن الفاء أكثر الحروف تكرارا في النص المشفر كما أن اللألف الأكثر تواترا في  النص الواضح. لذلك فطن العرب سابقا إلى حيلة تواتر الحروف لإيجاد هذه المقابلة واستخراج النص الأصلي من النص المشفر.

### تواتر الحروف
يقوم مبدأ تحليل التواتر على عد عدد مرات ظهور كل حرف (أو سمة) في النص، و ترتيب الحروف (أو السمات) حسب كثرتها. مثلا نورد فيما يلي جدول تحليل التواتر لحروف اللغة العربية بالاعتماد على نسخة ويكي مصدر لكتاب ألف ليلة وليلة (نعرض مراتب الكثرة حسب النسبة المئوية).
| الحرف          | ا    | ل    | ي   | م   | و   | ن   | ت   | ر   | ه   | ب   | ف   | ع   | د   | ك   | ق   | س   | ح   | ج   | خ   | ذ   | ش   | ص   | ز   | ث   | ط   | ض   | غ   | ظ   |
| -------------- | ---- | ---- | --- | --- | --- | --- | --- | --- | --- | --- | --- | --- | --- | --- | --- | --- | --- | --- | --- | --- | --- | --- | --- | --- | --- | --- | --- | --- |
| النسبة المئوية | 17.7 | 11.6 | 7.0 | 6.4 | 6.1 | 5.8 | 5.4 | 4.4 | 4.4 | 3.7 | 3.5 | 3.4 | 2.8 | 2.8 | 2.5 | 1.9 | 1.8 | 1.5 | 1.0 | 1.0 | 1.0 | 1.0 | 0.7 | 0.6 | 0.6 | 0.5 | 0.4 | 0.2 |

هذا التحليل يمثل، بشكل عام، التوزيع الإحصائي لحروف اللغة العربية. ويمكن استخدامه، إذا عرف أن لغة النص المشفر هي اللغة العربية، لأجل استخراج النص الأصلي وذلك بالقيام بنفس العملية على حروف (أو سمات) النص المشفر. وتقتضي عملية الكسر مطابقة الحرف (أو السمة) الأكثر ورودا في النص المشفر بالحرف الأصلي «ا»، ثم مطابقة الحرف (أو السمة) التي تليها في الكثرة بالحرف الأصلي «ل»، وهكذا إلى غاية مطابقة الحرف (أو السمة) الأقل ورودا بالحرف الأصلي «ظ». بهذه الطريقة يستطيع محلل الشفرات استخراج كامل النص الأصلي أو على الأقل جزء منه. نذكر أن هذا النوع من الهدمات لا يكون فعال إلا عند التعمية بالتبديل البسيط فهناك طريقة التبديل مركب جُعلت ليَصعب فكّها بحيلة تواتر الحروف. ولمنع فك المعمى هكذا يجب تعمية الكلام - أي تشفيره - بطريقة يصعب معها الاستبانة من الكلام بخصائص اللغة كي تجعل النص المعمى كأنه كلام عشوائي يعسّر تطبيق قواعد حل المعمّى.

### تحليل التكرار في اللغة الإنجليزية

تحليل تكرار حروف اللغة الإنجليزية

يمكن تطبيق نفس المبدأ المذكور أعلاه على أية لغة لأجل استخراج الخواص الإحصائية لهذه اللغة و خصوصا خاصية توزيع حروف اللغة باعتبار مصدر (نصوص، كتب، الخ) كافي للقيام بهاته العملية. ومما لاشك فيه، أن اللغة الإنجليزية تعتبر من أكثر اللغات انتشارا في العالم،  وبذاك فالعديد من النصوص المشفرة مؤهلة مبدئيا لتكون شفرات باللغة الإنجليزية، لذلك يعتبر تحليل تواتر حروف اللغة الإنجليزية من أهم التحليلات التي ينبغي النظر لها قبل القيام بإجراء محاولة استخراج انص الواضح و كسر الشفرة. يوضح المبيان جانبه توزيع حروف اللغة الإنجليزية. ويمكن ملاحظة أن أكثر الحروف شيوعا في اللغة الإنجليزية هي الحروف E , T , A. في حين أن أقل الحرف شيوعا هي الحروف Z , Q , X.
لا تكاد تخلو أية أداة لتحليل الشفرات من مكون تحليل التكرار خصوصا في علاقته مع تحليل فريدمان (مؤشر التطابق)، وتتطرق الفقرة التالية لبعض الحالات الواقعية حيث تم استخدام تحليل التكرار كوسيلة أساسية لكسر بعض الشفرات وحل بعض القضايا.

## تطبيقات تواتر الحروف في الواقع
استُخدمت طريقة تحليل التكرار أو تواتر الحروف مند تأسيسها الرياضي من العرب في عدة مواضع واقعية لأجل كسر و استنباط فحوى الرسائل السرية. نعرض فيما يلي بعض الحالات المتأخرة والتي تستحق العرض كي تعرفَ قوة هذه الطريقة في كسر الشفرات التي قد يُظنُّ أول الأمر أنها عويصة.

### بطائق بريدية مشفرة
عمد العديد من الأشخاص إلى تشفير رسائلهم البريدية قبل إرسالها لذويهم في القرن العشرين. استخدم هؤلاء المراسلون طرق تشفير تعمية بالإبدال متنوعة ومختلفة لأجل إخفاء فحوى رسائلهم. في حاضرنا يحاول العديد من هواة كسر الشفرات كسر استخراجَ النص الواضح لهذه الرسائل، وقد يعمدون لطرق عديدة منها تحليل التكرار والتخمين بغرض استخراج المعمى.

### قضية كارلي بروسيا
في شهر فبراير من العام 2004، استيقظت الولايات المتحدة على حادثة خطف و اغتصاب و قتل طفلة في الحادي عشر من عمرها تدعى كارلي بروسيا (Carlie Brucia) من مجهول تبين لاحقا من بـكامرات الفيديو أنه جوزيف سميث (Joseph Smith). قبل نطق الحكم على سميث، كتب رسالة مشفرة (موضحة جانبه) لأخيه يخبره عن مكان بعض ملابس الفتاة و محفظتها. فكَّ مكتب التحقيقات الفيدرالي هذه الرسالة بسرعة، وكونها رسالة تعتمد على الإبدال البسيط كان من السهل كسرها باستخدام تواتر الحروف Frequency analysis.
استخدم سميث سمات مكونة من أرقام ورموز رياضية لأجل وسم كل حرف انجليزي بسمة معينة سرية. كان عدد هذه السمات هو 25 ( الأرقام من 1 إلى 5 ورموز حسابية +, ×, ÷, −) بينما عدد حروف اللغة الإنجليزية هو 26. في هذه الحالة يتم غالبا دمج الحرفين I و J بنفس الخانة.
بتحليل التكرار على سمات هذا النص المشفر نجد أن أكثر السمات تواترا هي الرموز 1+, 5-, 2% و 5×. هذه السمات تقابل الحروف الإنجليزية الأكثر تواترا و هي t, e, i, o. يمكن بعد إيجاد تقابل مجموعة من الحروف (الأكثر و الأقل شيوعا على حدة) تخمين الكلمات بعد ذلك ,لإيجاد المقابلة اللازمة لكسر الشفرة.

## تحليل التكرار في الخيال
تناولت بعض روايات الخيال تحليل التكرار، مثل شارلوك هولمز في «مغامرة الرجال الراقصون» أحد القصص القصيرة لـ آرثر كونان دويل.